# Henry Head

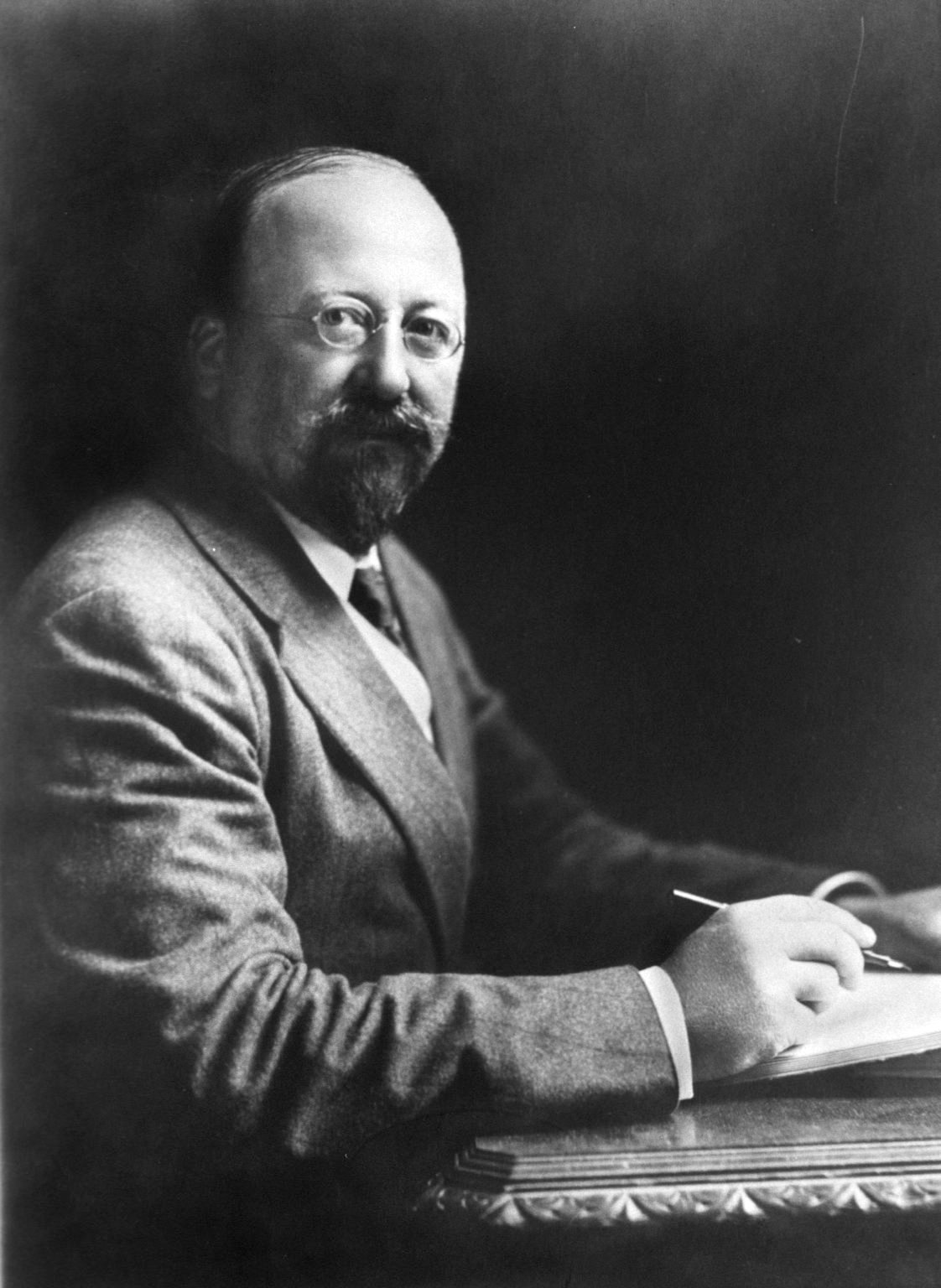
Henry Head

Henry Head (ur. 4 sierpnia 1861 w Londynie, zm. 8 października 1940 w Reading) – angielski neurolog, pionier prac nad somatyczną reprezentacją nerwów i nerwami czuciowymi. 
Studia ukończył w Trinity College na Uniwersytecie Cambridge.
Większość badań prowadził sam, część z psychiatrą Williamem Halsem Riversem (1864-1922). Na jego cześć nazwano pola Heada, zespół Heada-Holmesa i zespół Heada-Riddocha.